# Détroit de Kitan
Le détroit de Kitan (紀淡海峡, Kitan kaikyō) est un passage maritime d’une largeur approximative de 11 kilomètres. Il sépare la baie d’Ōsaka, qui constitue la partie orientale de la mer intérieure de Seto, du canal de Kii, qui débouche sur l’océan Pacifique. Les villes de Sumoto (préfecture de Hyōgo) et de Wakayama (préfecture de Wakayama) se situent de part et d’autre du détroit. Actuellement, des ferrys permettent la traversée de celui-ci. Cependant, des projets de ponts suspendus et de tunnels ont été proposés pour pouvoir relier plus facilement les deux rives.
Le détroit abrite un ensemble de quatre îles rassemblées sous le nom de Tomoga-shima : Jino-shima, Tora-shima, Kami-shima and Okino-shima.

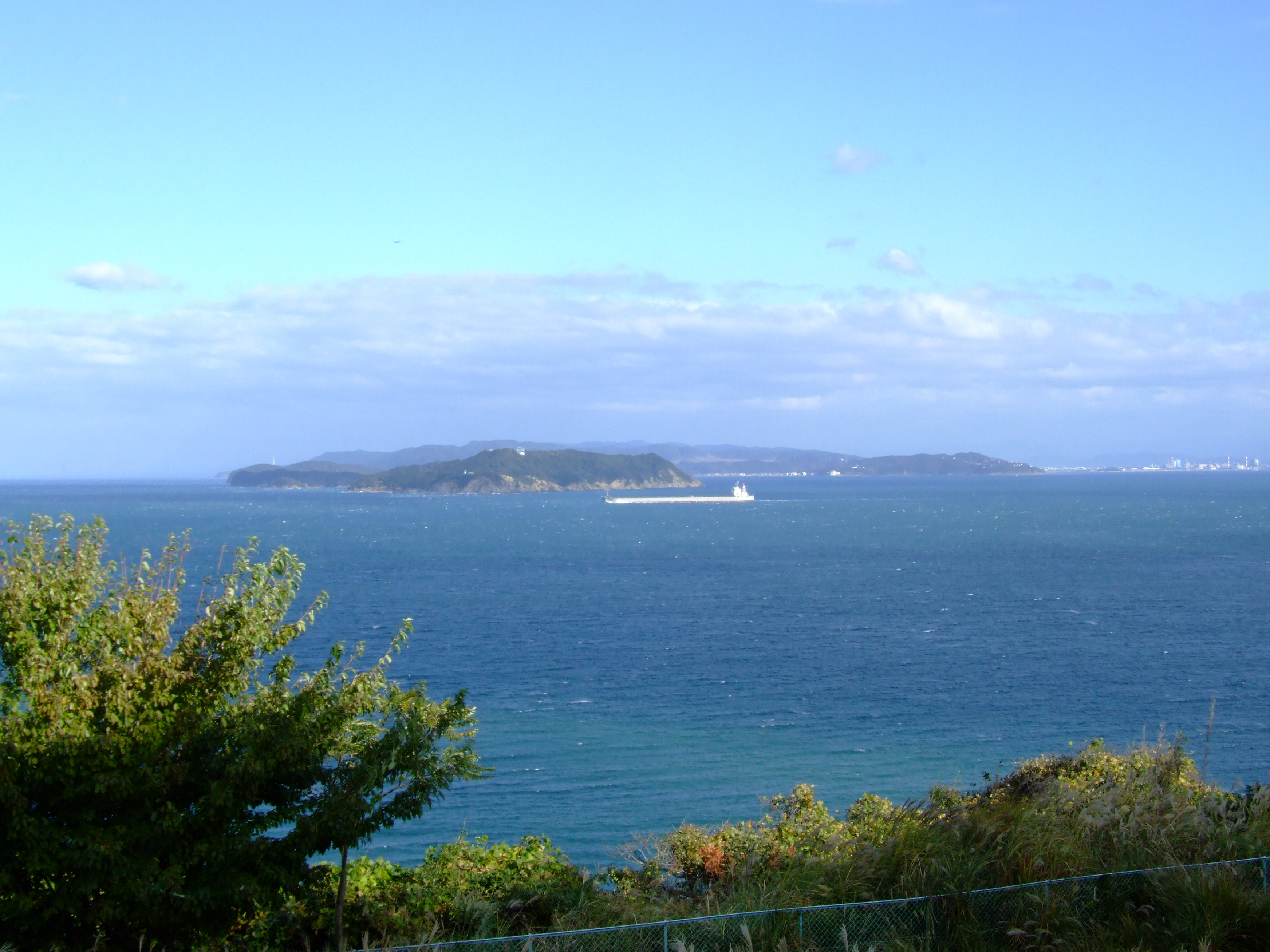
Vue du détroit à partir de l’île d’Awaji.